# Hans Künzi

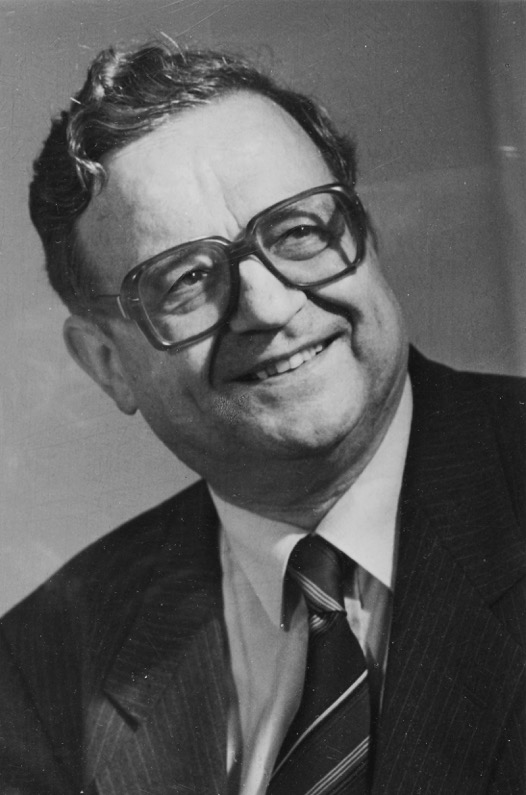
Hans Künzi

Hans Paul Künzi (* 30. Januar 1924 in Olten; † 16. November 2004 in Zürich) war ein Schweizer Politiker (FDP) und Mathematiker. Er bekleidete eine Doppelprofessur an der Universität Zürich und der ETH Zürich und schuf als Regierungsrat des Kantons Zürich die Zürcher S-Bahn. Er fand seine letzte Ruhestätte auf dem Zürcher Friedhof Manegg.

## Leben

### Jugend
Hans Künzi, dessen Vater als Elektrotechniker bei der Atel in Olten (Kanton Solothurn) angestellt war, wurde in Olten geboren und wuchs in dieser Eisenbahnerstadt auf. Er besuchte die Kantonsschule Solothurn, wo er Mitglied der freisinnig orientierten Kantonsschul-Studentenverbindung Wengia Solodorensis wurde.

### Akademisch
Hans Künzi studierte Mathematik an der ETH Zürich und wurde 1949 bei Albert Pfluger über ein funktionentheoretisches Thema promoviert (Der Fatou’sche Satz für harmonische und subharmonische Funktionen in n-dimensionalen Kugeln). Die Habilitation erfolgte 1955 mit der Schrift Neue Beiträge zur geometrischen Wertverteilungstheorie. Er schrieb zahlreiche weitere Arbeiten zur Funktionentheorie, insbesondere zur Nevanlinnaschen Wertverteilungstheorie und über quasikonforme Abbildungen. Des Weiteren befasste er sich mit Operations Research.
Nachdem er von 1952 bis 1958 Mathematiklehrer an der kantonalen Handelsschule gewesen war, wurde er 1958 Professor für Operations Research und elektronische Datenverarbeitung an der Universität Zürich. Danach konzentrierte er seine wissenschaftlichen Arbeiten auf dieses Gebiet und schrieb zahlreiche Lehrbücher und Monografien darüber. Ab 1966 war er zusätzlich Professor an der ETH Zürich. Künzi war einer der Gründer der Schweizerischen Vereinigung für Operations Research und auch ihr erster Präsident.
Künzi gründete zusammen mit Martin J. Beckmann im Jahr 1967 die Lecture Notes in Operations Research and Mathematical Economics, aus denen die Lecture Notes in Economics and Mathematical Systems hervorgingen.
Als führender Vertreter auf dem Gebiet des Operations Research ausserhalb des angelsächsischen Sprachraums war Künzi ebenso ein IT-Pionier und beschäftigte sich früh mit Big Data. Er war es auch, der den ersten Computer der Universität Zürich anschaffte.

### Politik

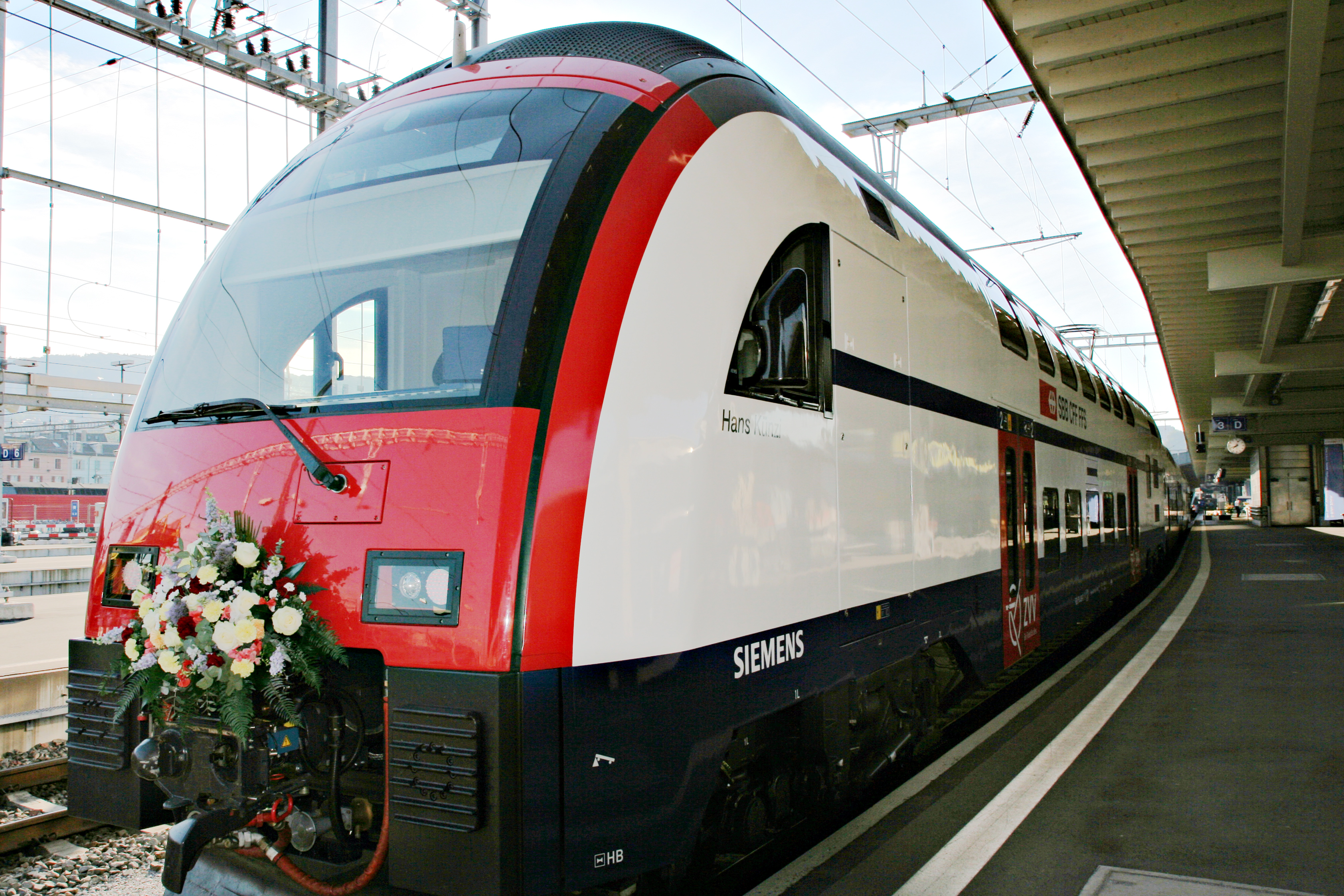
S-Bahn Zug 514 006 «Hans Künzi»

Künzi wurde 1970 in den Regierungsrat des Kantons Zürich gewählt, dem er bis 1991 angehörte. Während dieser Zeit war er viermal Regierungsratspräsident. In den Jahren 1971 bis 1987 war er zudem auch Mitglied des schweizerischen Nationalrats. Er leitete die Volkswirtschaftsdirektion und prägte in dieser Zeit die Entwicklung des öffentlichen Verkehrs. Unter seiner Führung entstanden die S-Bahn Zürich und der Zürcher Verkehrsverbund (ZVV). In Zürich ist Künzi daher auch unter dem Namen «Vater der Zürcher S-Bahn» bekannt geworden. Aus diesem Grund wurde einer Komposition der neuen S-Bahn-Züge SBB RABe 514 auf seinen Namen getauft.
Erste Pläne für eine kombinierte S- und U-Bahn wurden 1973 von der Zürcher Bevölkerung noch wuchtig abgelehnt. Unter Künzis Federführung wurden 1981 erneute Pläne einer S-Bahn ohne U-Bahnbau mit klarer Mehrheit angenommen. 1991 ging die Zürcher S-Bahn schliesslich in Betrieb. Ein Jahr später verabschiedete sich Künzi aus der Politik.
Künzi hat sich nicht nur im S-Bahn-Bau hervorgetan, sondern trieb auch den Ausbau des Flughafens Zürich voran. Ausserdem wirkte er an der Kantonalisierung der Schweizer Berufsschulen mit.

### Weitere Tätigkeiten
Nach seinem Rücktritt als Regierungsrat betätigte er sich im Bereich der Non-Profit-Organisationen und unterstützte wissenschaftliche Stiftungen. Zum Beispiel war er von 1992 bis zu seinem Tod Gründungspräsident der Karl-Schmid-Stiftung. Ebenso setzte er sich für die Nachwuchsförderung ein.
Als Präsident der Kirchenpflege Fraumünster initiierte er zusammen mit dem damaligen Pfarrer Peter Vogelsanger die Chagall-Fenster im Chor des Fraumünsters.

### Denkmal
Seit September 2017 erinnert eine Lichtinstallation des Künstlers Carsten Höller an das Leben und Wirken Hans Künzis. Das Kunstwerk ist im  Hauptbahnhof Zürich, beim  Ausgang zur  Europaallee angebracht. „Rund 400 Neonkreise mit 60 Zentimeter Durchmesser sind am Dach des Bauwerks in einem L-förmigen Raster angebracht. Gesteuert von einem Programm, das der Künstler speziell entwickelt hat, gleiten die Kreise in unterschiedlichen Tempi und Richtungen poetisch über den Dachhimmel und symbolisieren den im Hauptbahnhof tagtäglich zu beobachtenden, chaotisch-geordneten Transportfluss von Waren und Menschen – eine mathematisch und ästhetisch präzise Fassung von Bewegungssystemen, wie sie einst Hans Künzi mit der S-Bahn geschaffen hatte.“

## Schriften
- Lineare Programmierung, Verlag Industrielle Organisation, Zürich 1958
- Quasikonforme Abbildungen, Springer Verlag, Ergebnisse der Mathematik und ihrer Grenzgebiete, 1960
- Nichtlineare Programmierung, Springer Verlag 1962
- Lineare Optimierung großer Systeme, Springer Verlag 1966
- Numerische Methoden der mathematischen Optimierung: mit Algol und Fortran Programmen, Teubner 1966
- Einführungskursus in die dynamische Programmierung, Springer Verlag 1968
- Lineare und nichtlineare Optimierung, in Robert Sauer, Istvan Szabo: Die mathematischen Hilfsmittel des Ingenieurs, Band 3, Springer Verlag 1968
- mit Rudolf Henn: Einführung in die Unternehmensforschung, 2 Bände, Springer Verlag, Heidelberger Taschenbücher 1968
- mit Werner Oettli: Nichtlineare Optimierung. Neuere Verfahren, Springer Verlag 1969
- Einführung in die mathematische Optimierung, Verlag Industrielle Organisation, Zürich 1969
- mit Martin J. Beckmann: Mathematik für Ökonomen I: Differentialrechnung und Integralrechnung von Funktionen einer Veränderlichen (= Heidelberger Taschenbücher. Band 56). Springer, Berlin u. a. 1969.
- mit Martin J. Beckmann: Mathematik für Ökonomen II: Lineare Algebra (= Heidelberger Taschenbücher. Band 117). Springer, Berlin u. a. 1973.
- Nichtlineare Programmierung, Springer Verlag 1975, 2. Auflage 1979
- mit Martin J. Beckmann: Mathematik für Ökonomen III: Analysis in mehreren Variablen (= Heidelberger Taschenbücher. Band 235). Springer, Berlin u. a. 1984.
- Zürichs öffentlicher Verkehr und seine S-Bahn, Neujahrsblatt der Gelehrten Gesellschaft Zürich. Beer, Zürich 1998, ISBN 3-906262-10-3.